# عملیات فوق سری
عملیات فوق سری یک مجموعه تلویزیونی محصول سال ۱۳۷۵–۱۳۷۶ به کارگردانی امیر قویدل و حسن فرحی ، نویسندگی محمد دهقان تزرجانی و تهیه‌کنندگی می‌باشد که از شبکه پخش شد. این مجموعه ۱۰ قسمت ۳۰ دقیقه ای تهیه شد.

## حاشیه‌ها
تولید این مجموعه در سال ۱۳۷۵ به کارگردانی امیر قویدل آغاز شد، اما در سال ۱۳۷۶ تولید این سریال متوقف و در نهایت، در سال ۱۳۷۹، با اعلام انصراف گروه قبلی از تولید مجموعه مذکور، گروه دیگری به کارگردانی حسین فرحی به تکمیل این مجموعه پرداختند.
فرحی با اشاره به وجود ۱۱۰ دقیقه راش مفید (نسخه چاپ شده فیلم) از گروه قبلی، دربارهٔ مشکلات تکمیل این مجموعه گفت: برای احیای این راش‌ها مشکلات متعددی وجود داشت. این راش‌ها عمدتاً رج زده شده بود، تعداد زیادی از بازیگران در دسترس نبودند و برخی از بازگیران نیز یا فوت کرده یا در خارج از کشور به سر می‌بردند. به همین دلیل علیرضا اخلاقی پس از بازبینی راش‌ها، فیلمنامه نسبتاً جدیدی نوشت که در نهایت با ۱۷۰ دقیقه تصویر برداری مفید و استفاده از ۳۰ دقیقه تصاویر آرشیوی، سریال مذکور پس از تدوین، دوبله و صداگذاری آماده پخش شد.

## داستان
داستان این مجموعه دربارهٔ روزهای آخر زندگی تیمسار «عباس قره باغی»، آخرین رئیس ستاد ارتش شاهنشاهی است، گفت: در آغاز داستان، تیمسار قره باغی تصمیم می‌گیرد در روزهای آخر زندگی خود، دانسته‌هایش را دربارهٔ روزهای آخر حکومت شاه بنویسد و رفتار ژنرال هایزر را نقد کند. با مرگ هایزر، قسمت اول سریال خاتمه می‌یابد و پس از آن، در ادامه داستان حوادث آخرین روزهای انقلاب روایت می‌شود. وی دربارهٔ اهمیت این شخصیت گفت: قره باغی با وجود مخالفت اکثر سران حکومت محمدرضاشاه پهلوی، ارتش را تحویل دولت مهندس بازرگان می‌دهد و سپس از کشور خارج می‌شود. هایزر نیز بعدها دربارهٔ وی می‌گوید: «ارتشبد قره باغی تا آخر عمر به صورت معما در ذهن من مانده است». در این قصه، وقوع انقلاب از دیدگاه امیران ارتش روایت می‌شود.

## بازیگران
- فتحعلی اویسی
- غلامرضا طباطبایی
- ناصر خاوری
- مهدی تقی‌نیا
- مهدی تقی‌نیا
- قطب‌الدین صادقی
- غلامحسین شعبانی
- بیتا بادران
- محمود عزیزی
- بهروز رضوی
- فریبرز سمندرپور